# Pubei
Pubei är ett härad som lyder under Qinzhous stad på prefekturnivå i den autonoma regionen Guangxi i sydligaste Kina.